# Xylopteryx dargei
Xylopteryx dargei är en fjärilsart som beskrevs av Claude Herbulot 1984. Xylopteryx dargei ingår i släktet Xylopteryx och familjen mätare. Inga underarter finns listade i Catalogue of Life.